# آگوستینو ایموندی
آگوستینو ایموندی مستندساز و کارگردانی ایتالیایی ساکن برلین آلمان است.

## فعالیت حرفه‌ای
ایمودی فعالیت حرفه‌ای خود را با ورود به عرصه رسانه‌ای در سال ۲۰۰۰ به عنوان اپراتور دوربین و ویراستاری برای جامعه ایستگاه‌های تلویزیون ملبورن کانال ۳۱ آغاز کرد.

## آثار
به عنوان کارگردان
- بیدار سازی ملت ۲۰۰۳ (به انگلیسی: Waking Up The Nation)
- بحران آب در باغ پرتقال ۲۰۰۴(به انگلیسی: Orange Farm Water Crisis)
- نویکلن نامحدود ۲۰۱۰ (به انگلیسی: Neukölln Unlimited)